# Lukas Ermeskog
Lukas Ermeskog (10 luglio 2003) è un ex sciatore alpino svedese.

## Biografia
Attivo dal novembre del 2019, in Coppa Europa Ermeskog ha esordito il 4 febbraio 2022 a Reiteralm in slalom gigante senza completare la prova, ha ottenuto il miglior risultato il 22 febbraio 2022 ad Almåsa in slalom speciale (29º) e ha preso per l'ultima volta il via il 16 marzo successivo a Soldeu in slalom gigante (41º); in quella stessa stagione 2021-2022 ha gareggiato anche in Nor-Am Cup conquistando un podio: la vittoria nel parallelo disputato a Panorama il 14 dicembre. La sua ultima gara in carriera è stata il supergigante dei Campionati svedesi 2022, disputato il 23 marzo a Åre e non completato da Ermeskog: inattivo da allora, ha annunciato il ritiro al termine della stagione 2022-2023. Non ha debuttato in Coppa del Mondo né preso parte a rassegne olimpiche o iridate.

## Palmarès

### Coppa Europa
- Miglior piazzamento in classifica generale: 218º nel 2022

### Nor-Am Cup
- Miglior piazzamento in classifica generale: 33º nel 2022
- 1 podio:
  - 1 vittoria

#### Nor-Am Cup - vittorie
| Data             | Località | Paese  | Specialità |
| ---------------- | -------- | ------ | ---------- |
| 14 dicembre 2021 | Panorama | Canada | PR         |

Legenda:

PR = slalom parallelo